# Om du nånsin kommer fram till Samarkand
"Om du nånsin kommer fram till Samarkand" är en visa som skrevs av Thorstein Bergman, och först spelades in på skiva av Lena Andersson. Hennes version fanns med på hennes LP 12 nya visor, som gavs ut hösten 1972. Lill Lindfors version kom ut 1978. Thorstein Bergman sjöng själv in den år 1994, då den fanns med på skivan För mina tänkta vänner.
Andra som spelat in sången är Stefan Borsch (1981), Ingmar Nordströms (1982) och Black Jack (2010).
I dansk översättning ("Samarkand") av Poul Sørensen sjöngs den in av Birgitte Grimstad (1973, albumet 12 nye viser) och i finsk ("Samarkandiin ehkä tiesi vie", 1979) av gruppen Cumulus.
Samarkand är en sägenomsusad stad i Uzbekistan.